# Torii
 (février 2013).
Si vous disposez d'ouvrages ou d'articles de référence ou si vous connaissez des sites web de qualité traitant du thème abordé ici, merci de compléter l'article en donnant les références utiles à sa vérifiabilité et en les liant à la section « Notes et références ».
Pour les articles homonymes, voir Torii (homonymie).

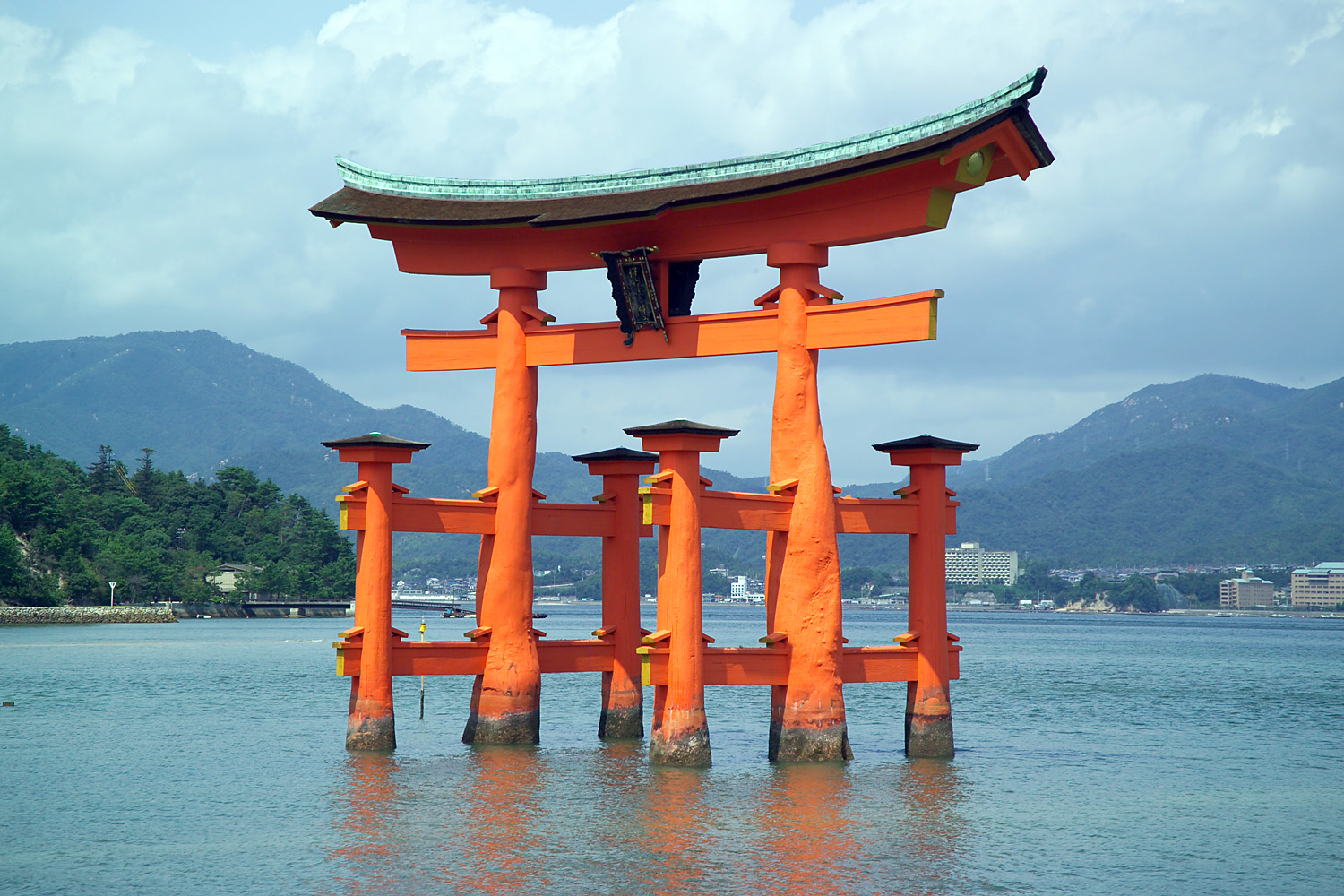
Le torī du Itsukushima-jinja.

Un torī ou tori-i (鳥居) est un portail traditionnel japonais, communément érigé à l’entrée d’un sanctuaire shintoïste, afin de séparer l’enceinte sacrée de l’environnement profane. Il est aussi considéré comme un symbole du shintoïsme.

## Étymologie
Torī (鳥居) signifie « là où sont les oiseaux », et donc aussi « perchoir à coq(s) ». Lié au processus de la naissance du Soleil, le coq est parfois vénéré dans de grands sanctuaires shinto, dont l’Atsuta-jingū.

## Histoire
On pense que les premiers torī se sont développés au Japon. Des écrits anciens attestent de leur présence au Xe siècle et ils sont communs dès le milieu de la période Heian. Leur origine semble devoir être rapprochée de celle des torana bouddhistes, en Inde et au Népal. Il est possible que l’utilisation des torī se soit développée progressivement.
Le torī est le résultat de la transformation du système de délimitation des sanctuaires. Initialement, elle se marquait au moyen de quatre poteaux, situés chacun à un angle du temple : une corde tendue entre eux marquait la limite entre l’emprise sacrée du sanctuaire et l’extérieur. Deux poteaux plus grands ont ensuite été rajoutés au milieu du côté qui se prêtait le mieux à accéder au sanctuaire ; la corde aurait ainsi été rehaussée entre ces deux poteaux, afin de permettre aux prêtres d’entrer (on peut voir de tels exemples aujourd’hui encore, notamment au sanctuaire Ōmiwa-jinja, préfecture de Nara). Plus tard, la corde a été remplacée par un linteau de bois, et pour renforcer la structure, on rajouta un second linteau : on obtient ainsi un shinmei torī de base. La corde tendue entre les quatre poteaux d’angle a également évolué pour devenir, plus communément, une clôture en bois.

## Structure

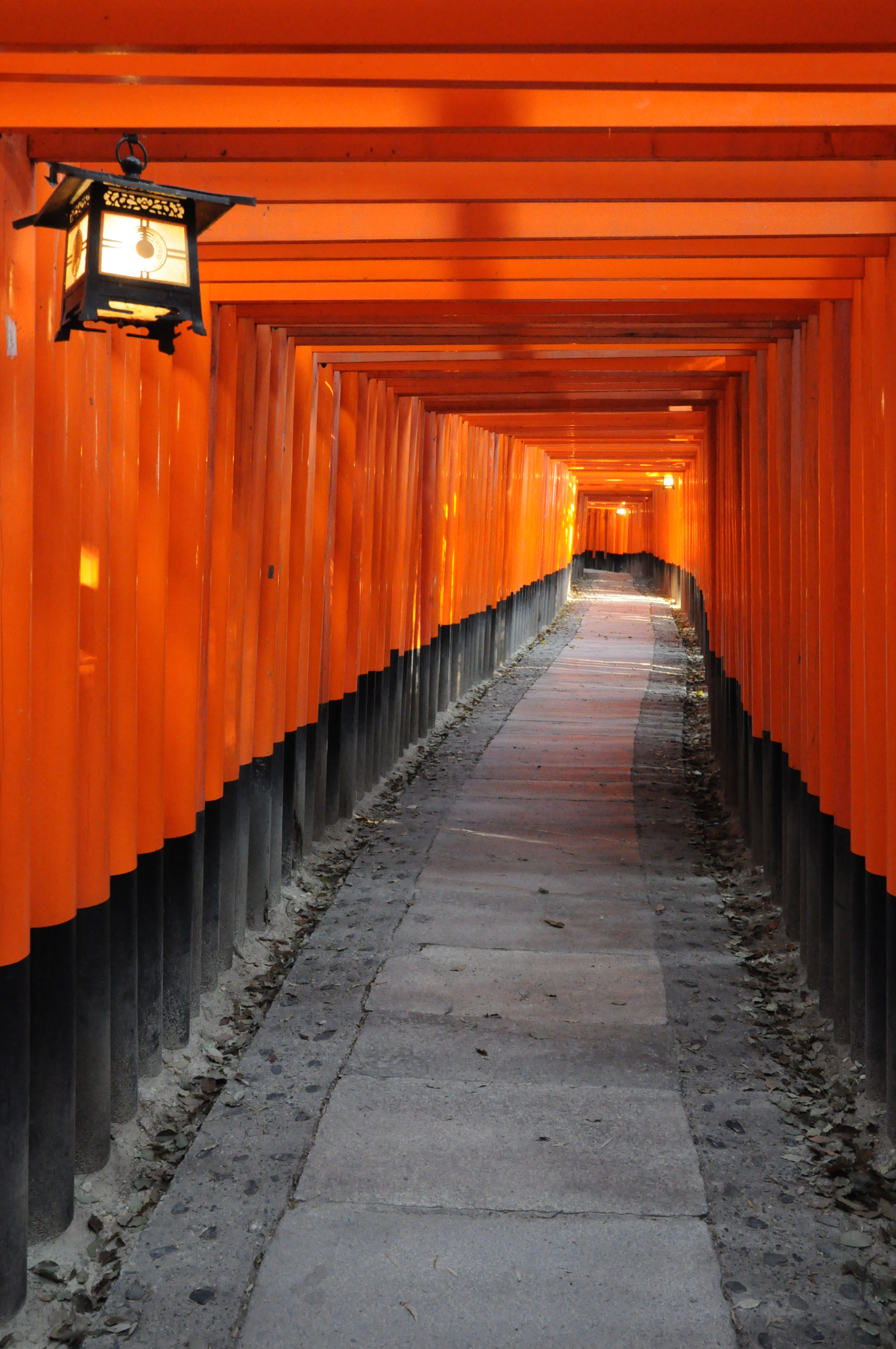
Certains torī peuvent être juxtaposés jusqu’à former un véritable tunnel (sanctuaire Fushimi Inari-taisha, Kyoto).

Un torī est constitué de deux montants verticaux (柱, hashira) supportant deux linteaux horizontaux : un linteau supérieur (笠木, kasagi), et un linteau inférieur (貫, nuki). Les torī sont traditionnellement réalisés en bois, et peints en vermillon. Le plus ancien torī en bois toujours existant est celui du sanctuaire Kubo Hachiman (窪八幡神社, Kubo Hachiman jinja, dans la préfecture de Yamanashi). Il date de 1535, et se rattache au style ryōbu.
Il existe également des torī en pierre ; ce matériau a été couramment utilisé pour sa solidité et sa durabilité. Ainsi  certains torii en bois ont pu être remplacés par des torī en pierre. Le plus ancien torī en pierre connu se trouve dans un sanctuaire Hachiman à Yamagata. 
Enfin, certaines techniques de construction emploient un placage en cuivre sur une ossature en bois. Le plus ancien torī de la sorte connu est celui du temple Kinpusen-ji, préfecture de Nara. Construit en 1455, il s’agit d’un torī de type myōjin. De nos jours, certains torī sont même construits en béton armé ou en métal.

## Types de torī

Torī comme symbole.

Il existe une variété quasi-infinie de torī, qui se classent en différentes catégories sur la base de caractéristiques subtiles. Néanmoins, ils peuvent être divisés en deux grands types: les torī droits, appelés shinmei torī (神明鳥居), et les torī recourbés, appelés myōjin torī (明神鳥居).
Chacune de ces deux grandes classes comporte de nombreuses variantes :
- Torī droits (shinmei torī)
  - Ise torī (伊勢鳥居?)
  - Kasuga torī (春日鳥居?)
  - Hachiman torī (八幡鳥居?)
  - Kashima torī (鹿島鳥居?)
  - Kuroki torī (黒木鳥居?)
- Torī recourbés (myōjin torī)
  - Inari torī (稲荷鳥居?)
  - Sannō torī (山王鳥居?)
  - Miwa torī (三輪鳥居?)
  - Ryōbu torī (両部鳥居?)
  - Mihashira torī (三柱鳥居?)
  - Mitsuhashira torī (三柱鳥居?)

## Usage
Du fait de sa fonction de séparation symbolique du monde physique et du monde spirituel, chaque torī traversé lors de l’accès à un sanctuaire doit être retraversé dans l'autre sens afin de revenir dans le monde matériel. Il n'est pas rare de voir des Japonais contourner un torī lorsqu'ils pensent ne pas repasser plus tard par cet endroit.
Il était aussi interdit de passer au milieu du torī lors de sa traversée, le passage au milieu étant réservé aux kami (cette règle s'est relativement perdue au fil des siècles et est désormais principalement respectée à la campagne).